# 본지 웰스

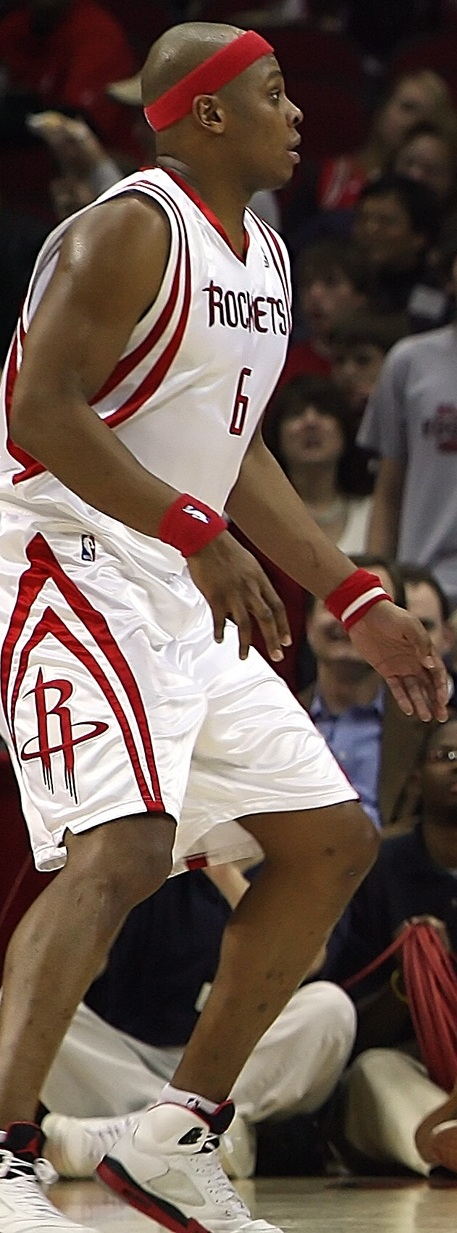

본지 웰스(Bonzi Wells, 본명: Gawen DeAngelo "Bonzi" Wells, 1976년 9월 28일 ~ )는 미국의 대학 농구 코치이자 현재 조지아 텍의 보조 코치이자 이전에 르모인-오웬의 수석 코치였던 전직 프로 선수이다. 볼 주립 대학교에서 대학 농구를 했으며 1998년 NBA 드래프트에서 드래프트되었다. NBA에서 웰스는 1998년부터 2008년까지 포틀랜드 트레일블레이저스, 멤피스 그리즐리스, 새크라멘토 킹스, 휴스턴 로케츠, 뉴올리언스 호네츠 등 5개 팀에서 뛰었다.

## 프로 경력
- 포틀랜드 트레일블레이저스(1998-2003)
- 멤피스 그리즐리스(2003~2005)
- 새크라멘토 킹스 (2005-2006)
- 휴스턴 로케츠(2006~2008)
- 뉴올리언스 호네츠 (2008)
- 산시 중위(2008~2009)
- 카피타네스 데 아레시보 (2009-2010)